# Giochi olimpici invernali

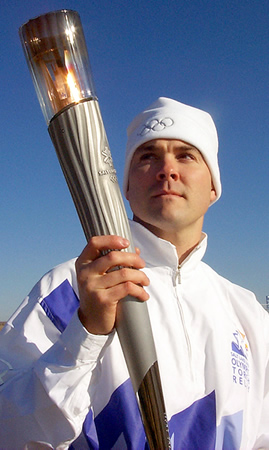
La fiaccola olimpica usata per l'edizione di Salt Lake City 2002

I Giochi olimpici invernali sono un evento sportivo che raccoglie gare di sport invernali, ovvero che si svolgono su ghiaccio o neve: si disputano dal 1924 ogni quattro anni e, fino al 1992, si disputavano nello stesso anno di quelli estivi, mentre dal 1994 si disputano negli anni pari non divisibili per quattro.

## Storia
Nel 1894 venne fondato il Comitato Olimpico Internazionale (CIO) e nel 1896 ad Atene venne disputata la prima edizione dei Giochi olimpici dell'era moderna. In occasione dei Giochi olimpici di Londra 1908 il pattinaggio di figura venne inserito nel programma olimpico per la prima volta. Vennero disputate quattro gare di pattinaggio di figura, nelle quali brillarono lo svedese Ulrich Salchow e la britannica Madge Syers.
Sin dal 1901, prima con cadenza biennale e poi quadriennale, si disputavano in Svezia i Giochi nordici sotto la guida del generale Viktor Balck, membro del CIO e amico di Pierre de Coubertin, "padre" dei Giochi olimpici moderni. Nel corso della sessione del CIO tenutasi a Budapest nel 1911, in vista dei Giochi olimpici di Stoccolma dell'anno seguente, il conte italiano Eugenio Brunetta d'Usseaux propose di inserire nel programma di gare anche degli sport invernali e quindi di includere l'edizione 1913 dei Giochi nordici nei Giochi della V Olimpiade. Questa proposta venne rigettata dal comitato organizzatore dei Giochi olimpici di Stoccolma e dallo stesso Balck con l'obiettivo di preservare l'indipendenza dei Giochi nordici, così che il 27 maggio 1911 la proposta venne definitivamente respinta.
Nel corso del congresso CIO tenutosi a Parigi nel giugno 1914 venne ridiscussa l'idea di includere sport invernali nel programma olimpico in vista dei Giochi olimpici di Berlino e venne deciso di aggiungere al programma olimpico il pattinaggio di figura e di velocità, lo sci nordico e l'hockey su ghiaccio. Lo scoppio della prima guerra mondiale pochi mesi dopo costrinse all'annullamento dei Giochi della VI Olimpiade. In occasione dei Giochi della VII Olimpiade di Anversa venne organizzata una settimana dedicata agli sport su ghiaccio dal 23 al 30 aprile 1920, con i tornei olimpici di hockey su ghiaccio (competizione dimostrativa e valida anche come prima edizione del campionato mondiale) e di pattinaggio di figura.
Al congresso del CIO del 1921 si decise che la nazione organizzatrice dell'edizione successiva dei Giochi olimpici, la Francia, avrebbe anche ospitato una distinta "Settimana internazionale degli sport invernali", sotto il patrocinio dello stesso CIO. Nel 1922 si tenne un congresso della commissione internazionale dello sci, che portò alla nascita, il 2 febbraio, della Federazione Internazionale Sci (FIS). Dal 25 gennaio al 4 febbraio 1924 si tenne la "Settimana internazionale degli sport invernali" a Chamonix-Mont-Blanc, alla quale parteciparono complessivamente 258 atleti in rappresentanza di 16 nazioni, che si cimentarono in 16 gare di 6 diverse discipline. Dato il successo della "Settimana internazionale degli sport invernali" il 6 maggio 1926, tre settimane dopo l'ultima edizione dei Giochi nordici, nel corso della 24ª sessione del CIO, tenutasi a Lisbona, il CIO decise di istituire i Giochi olimpici invernali, da svolgersi ogni quattro anni come i già esistenti Giochi olimpici estivi. Nella stessa sessione il CIO decise di designare retroattivamente le gare di Chamonix come I Giochi olimpici invernali, anche su pressione dei Paesi nordici, e di assegnare a Sankt Moritz l'organizzazione della seconda edizione nel 1928.
La seconda guerra mondiale costrinse all'annullamento dell'edizione 1940, che si sarebbe dovuta disputare a Garmisch-Partenkirchen, la quale aveva già ospitato i Giochi del 1936, ma vennero annullati a seguito dell'invasione tedesca della Polonia. La città tedesca aveva ereditato l'organizzazione dei Giochi dopo la rinuncia di Sankt Moritz a seguito del divieto del CIO di ammettere alle gare i maestri di sci. A sua volta, Sankt Moritz aveva ottenuto l'organizzazione dopo la rinuncia della città giapponese di Sapporo, a seguito della seconda guerra sino-giapponese. Anche i Giochi olimpici invernali 1944, previsti a Cortina d'Ampezzo, vennero annullati a causa del protrarsi della seconda guerra mondiale.
I XVII Giochi olimpici invernali, organizzati da Lillehammer nel 1994, furono i primi Giochi a tenersi in un anno diverso dai Giochi olimpici estivi, poiché nel corso della 91ª sessione del CIO nel 1986 era stato deciso di sfasare i Giochi olimpici invernali rispetto a quelli estivi, in modo tale che si alternassero ogni due anni.

## Edizioni dei Giochi olimpici invernali
| Logo | Anno                           | Edizione                        | Sede                                                                      | Periodo                 | Nazioni | Atleti | Competizioni | Discipline | Note |
| ---- | ------------------------------ | ------------------------------- | ------------------------------------------------------------------------- | ----------------------- | ------- | ------ | ------------ | ---------- | --- |
|      | 1924                           | I Giochi olimpici invernali     | Chamonix-Mont-Blanc, Francia                                              | 25 gennaio - 5 febbraio | 16      | 258    | 14           | 5          | Si disputa come Settimana internazionale degli sport invernali sotto il patrocinio del CIO, che nel 1925 la riconosce come prima edizione dei Giochi olimpici invernali. |
|      | 1928                           | II Giochi olimpici invernali    | Sankt Moritz, Svizzera                                                    | 11 - 19 febbraio        | 25      | 464    | 14           | 6          | |
|      | 1932                           | III Giochi olimpici invernali   | Lake Placid, Stati Uniti                                                  | 4 - 15 febbraio         | 17      | 252    | 14           | 5          | |
|      | 1936                           | IV Giochi olimpici invernali    | Garmisch-Partenkirchen, Germania                                          | 6 - 16 febbraio         | 28      | 646    | 17           | 6          | |
|      | 1940                           | Giochi olimpici invernali 1940  | Garmisch-Partenkirchen, Germania Sankt Moritz, Svizzera Sapporo, Giappone | -                       | -       | -      | -            | -          | I Giochi furono prima assegnati al Giappone, che rinunciò nel 1938 a causa della seconda guerra sino-giapponese, poi alla Svizzera, che si ritirò per il divieto del CIO a far gareggiare i maestri di sci, e infine alla Germania. Vennero in seguito cancellati a causa della seconda guerra mondiale. |
| 1944 | Giochi olimpici invernali 1944 | Cortina d'Ampezzo, Italia       | Cancellati a causa della seconda guerra mondiale.                         | -                       | -       | -      | -            | -          | |
|      | 1948                           | V Giochi olimpici invernali     | Sankt Moritz, Svizzera                                                    | 30 gennaio - 8 febbraio | 28      | 669    | 22           | 7          | |
|      | 1952                           | VI Giochi olimpici invernali    | Oslo, Norvegia                                                            | 14 - 25 febbraio        | 30      | 694    | 22           | 6          | |
|      | 1956                           | VII Giochi olimpici invernali   | Cortina d'Ampezzo, Italia                                                 | 26 gennaio - 5 febbraio | 32      | 821    | 24           | 6          | |
|      | 1960                           | VIII Giochi olimpici invernali  | Squaw Valley, Stati Uniti                                                 | 18 - 28 febbraio        | 30      | 665    | 27           | 6          | |
|      | 1964                           | IX Giochi olimpici invernali    | Innsbruck, Austria                                                        | 29 gennaio - 9 febbraio | 36      | 1 091  | 34           | 8          | |
|      | 1968                           | X Giochi olimpici invernali     | Grenoble, Francia                                                         | 6 - 18 febbraio         | 37      | 1 158  | 35           | 8          | |
|      | 1972                           | XI Giochi olimpici invernali    | Sapporo, Giappone                                                         | 3 - 13 febbraio         | 35      | 1 006  | 35           | 8          | |
|      | 1976                           | XII Giochi olimpici invernali   | Innsbruck, Austria                                                        | 4 - 15 febbraio         | 37      | 1 123  | 37           | 8          | Denver, scelta dal CIO per ospitare i Giochi, rinunciò nel 1972 dopo l'esito negativo di un referendum popolare. Innsbruck si offrì come sede alternativa, e la sua candidatura venne accettata dal CIO nel 1973.                                                                                        |
|      | 1980                           | XIII Giochi olimpici invernali  | Lake Placid, Stati Uniti                                                  | 13 - 24 febbraio        | 37      | 1 072  | 38           | 8          | |
|      | 1984                           | XIV Giochi olimpici invernali   | Sarajevo, Jugoslavia                                                      | 8 - 19 febbraio         | 49      | 1 272  | 39           | 8          | |
|      | 1988                           | XV Giochi olimpici invernali    | Calgary, Canada                                                           | 13 - 28 febbraio        | 57      | 1 423  | 46           | 8          | La durata dei Giochi invernali eguaglia quella della controparte estiva. |
|      | 1992                           | XVI Giochi olimpici invernali   | Albertville, Francia                                                      | 8 - 23 febbraio         | 64      | 1 801  | 57           | 10         | |
|      | 1994                           | XVII Giochi olimpici invernali  | Lillehammer, Norvegia                                                     | 12 - 27 febbraio        | 67      | 1 739  | 61           | 10         | Per la prima volta i giochi invernali non si tengono più nello stesso anno di quelli estivi; si alternano ogni quattro anni come di consueto ma negli anni pari non divisibili per quattro. |
|      | 1998                           | XVIII Giochi olimpici invernali | Nagano, Giappone                                                          | 7 - 22 febbraio         | 72      | 2 302  | 68           | 12         | |
|      | 2002                           | XIX Giochi olimpici invernali   | Salt Lake City, Stati Uniti                                               | 8 - 24 febbraio         | 77      | 2 399  | 78           | 13         | |
|      | 2006                           | XX Giochi olimpici invernali    | Torino, Italia                                                            | 10 - 26 febbraio        | 80      | 2 633  | 84           | 15         | |
|      | 2010                           | XXI Giochi olimpici invernali   | Vancouver, Canada                                                         | 12 - 28 febbraio        | 82      | 2 622  | 86           | 15         | |
|      | 2014                           | XXII Giochi olimpici invernali  | Soči, Russia                                                              | 7 - 23 febbraio         | 88      | 2 860  | 98           | 15         | |
|      | 2018                           | XXIII Giochi olimpici invernali | Pyeongchang, Corea del Sud                                                | 9 - 25 febbraio         | 92      | 2 920  | 102          | 15         | |
|      | 2022                           | XXIV Giochi olimpici invernali  | Pechino, Cina                                                             | 4 - 20 febbraio         | 91      | 2871   | 109          | 15         | |
|      | 2026                           | XXV Giochi olimpici invernali   | Milano e Cortina d'Ampezzo, Italia                                        | 6 - 22 febbraio         |         |        |              |            | |
|      | 2030                           | XXVI Giochi olimpici invernali  | Alpi Francesi, Francia                                                    | 8 - 24 febbraio         |         |        |              |            | |
|      | 2034                           | XXVII Giochi olimpici invernali | Salt Lake City - Utah, Stati Uniti d'America                              | 10 - 26 febbraio        |         |        |              |            | |

## Medagliere
Nazioni non più esistenti
| Pos. | Nazione                 | Presenze | Oro | Argento | Bronzo | Totale |
| ---- | ----------------------- | -------- | --- | ------- | ------ | ------ |
| 1    | Norvegia (NOR)          | 24       | 148 | 133     | 124    | 405    |
| 2    | Stati Uniti (USA)       | 24       | 114 | 121     | 95     | 330    |
| 3    | Germania (GER)          | 13       | 102 | 98      | 65     | 265    |
| 4    | Unione Sovietica (URSS) | 9        | 78  | 57      | 59     | 194    |
| 5    | Canada (CAN)            | 24       | 77  | 72      | 80     | 229    |
| 6    | Austria (AUT)           | 24       | 71  | 88      | 91     | 250    |
| 7    | Svezia (SWE)            | 24       | 65  | 51      | 60     | 176    |
| 8    | Svizzera (SUI)          | 24       | 63  | 47      | 57     | 167    |
| 9    | Paesi Bassi (NED)       | 22       | 53  | 49      | 45     | 157    |
| 10   | Russia (RUS)            | 6        | 47  | 39      | 35     | 121    |
| 11   | Finlandia (FIN)         | 24       | 45  | 65      | 65     | 175    |
| 12   | Italia (ITA)            | 24       | 42  | 43      | 56     | 141    |
| 13   | Francia (FRA)           | 24       | 41  | 42      | 55     | 138    |
| 14   | Germania Est (DDR)      | 6        | 39  | 36      | 35     | 110    |
| 15   | Corea del Sud (KOR)     | 19       | 32  | 30      | 16     | 78     |
| 16   | Cina (CHN)              | 12       | 22  | 32      | 23     | 77     |
| 17   | Giappone (JPN)          | 23       | 17  | 29      | 30     | 76     |
| 18   | Gran Bretagna (GBR)     | 24       | 12  | 5       | 17     | 34     |
| 19   | Germania Ovest (FRG)    | 6        | 11  | 15      | 13     | 39     |
| 20   | Rep. Ceca (CZE)         | 7        | 10  | 11      | 12     | 33     |

## Statistiche

### Atleti più vittoriosi
Dati aggiornati ai XXIV Giochi olimpici invernali
Questo elenco mostra solo gli atleti che hanno vinto "almeno otto medaglie" ai Giochi olimpici invernali.
     Atleti in attività
| Class | Atleta                   | Nazione                            | Sport                   | Categoria | Oro | Argento | Bronzo | Totale |
| ----- | ------------------------ | ---------------------------------- | ----------------------- | --------- | --- | ------- | ------ | ------ |
| 1     | Marit Bjørgen            | Norvegia                           | Sci di fondo            | F         | 8   | 4       | 3      | 15     |
| 2     | Ole Einar Bjørndalen     | Norvegia                           | Biathlon                | M         | 8   | 4       | 1      | 13     |
| 3     | Ireen Wüst               | Paesi Bassi                        | Pattinaggio di velocità | F         | 6   | 5       | 2      | 13     |
| 4     | Bjørn Dæhlie             | Norvegia                           | Sci di fondo            | M         | 8   | 4       | 0      | 12     |
| 5     | Arianna Fontana          | Italia                             | Short track             | F         | 2   | 4       | 5      | 11     |
| 6     | Raisa Smetanina          | Unione Sovietica Squadra Unificata | Sci di fondo            | F         | 4   | 5       | 1      | 10     |
| 7     | Stefania Belmondo        | Italia                             | Sci di fondo            | F         | 2   | 3       | 5      | 10     |
| 8     | Ljubov' Egorova          | Squadra Unificata Russia           | Sci di fondo            | F         | 6   | 3       | 0      | 9      |
| 9     | Claudia Pechstein        | Germania                           | Pattinaggio di velocità | F         | 5   | 2       | 2      | 9      |
| 10    | Sixten Jernberg          | Svezia                             | Sci di fondo            | M         | 4   | 3       | 2      | 9      |
| 11    | Sven Kramer              | Paesi Bassi                        | Pattinaggio di velocità | M         | 4   | 2       | 3      | 9      |
| 12    | Charlotte Kalla          | Svezia                             | Sci di fondo            | F         | 3   | 6       | 0      | 9      |
| 13    | Uschi Disl               | Germania                           | Biathlon                | F         | 2   | 4       | 3      | 9      |
| 14    | Viktor An                | Corea del Sud Russia               | Short track             | M         | 6   | 0       | 2      | 8      |
| 15    | Ricco Groß               | Germania                           | Biathlon                | M         | 4   | 3       | 1      | 8      |
| 15    | Emil Hegle Svendsen      | Norvegia                           | Biathlon                | M         | 4   | 3       | 1      | 8      |
| 17    | Galina Kulakova          | Unione Sovietica                   | Sci di fondo            | F         | 4   | 2       | 2      | 8      |
| 17    | Kjetil André Aamodt      | Norvegia                           | Sci alpino              | M         | 4   | 2       | 2      | 8      |
| 17    | Sven Fischer             | Germania                           | Biathlon                | M         | 4   | 2       | 2      | 8      |
| 20    | Karin Enke               | Germania Est                       | Pattinaggio di velocità | F         | 3   | 4       | 1      | 8      |
| 20    | Gunda Niemann-Stirnemann | Germania                           | Pattinaggio di velocità | F         | 3   | 4       | 1      | 8      |
| 22    | Apolo Ohno               | Stati Uniti                        | Short track             | M         | 2   | 2       | 4      | 8      |
| 23    | Tiril Eckhoff            | Norvegia                           | Biathlon                | F         | 2   | 2       | 4      | 8      |

## Sport invernali
Nel corso degli anni, il numero di sport e gare disputati ai Giochi olimpici invernali è aumentato. In questa sezione viene fornita una panoramica di tutti gli sport che sono attualmente in programma, o che lo sono stati in passato. I cosiddetti "sport dimostrativi", di cui sono state disputate gare senza assegnare medaglie, sono anch'essi elencati.

### Sport attuali del programma olimpico
- Sci alpino: venne introdotto nel 1936. Il programma attuale prevede 10 gare tra maschili e femminili: discesa libera, super-g, slalom gigante, slalom speciale e combinata, a cui si aggiunge nel 2018 la gara a squadre.
- Biathlon: venne introdotto nel 1960. Le prime gare femminili si sono svolte nel 1992. Attualmente ci sono 5 eventi sia per gli uomini che per le donne: lo sprint (10 km (uomini)/7,5 km (donne), l'individuale (20 km uomini)/15 km donne), l'inseguimento (12,5 km uomini/10 km donne), la staffetta (4 x 7,5 km uomini/4 x 6 km donne), la partenza in linea (15 km uomini/12,5 km donne). Vi è anche una staffetta mista.
- Bob: è presente dal 1924. Vi sono due varianti: Bob a quattro, che si disputa dalla prima edizione; Bob a due, che è stato aggiunto nel 1932. Le donne non hanno partecipato fino al 2002, anno di introduzione del Bob a due femminile.
- Sci di fondo: fa parte del programma olimpico sin dal 1924. Il numero di gare è cresciuto costantemente nel corso degli anni, arrivando a 12 nel 2002. Attualmente gli eventi sono: inseguimento 30 km (uomini)/15 km (donne), sprint, sprint di squadra, 10 km (uomini)/15 km (donne), staffetta 4 x 10 km (uomini)/4 x 5 km (donne), 30 km (uomini)/15 km (donne) con partenza in linea.
- Curling: era in programma nel 1924, ma venne incluso nel programma ufficiale solo nel 1998. Da allora si tengono due tornei separati per uomini e donne, a cui si aggiunge nel 2018 un evento misto di coppia.
- Pattinaggio di figura: fu il primo sport invernale ad essere incluso nelle Olimpiadi, comparendo nel programma delle Olimpiadi estive nel 1908 e nel 1920. Le gare di pattinaggio artistico (individuale maschile, individuale femminile, a coppie), sono in programma dal 1908. La danza su ghiaccio venne aggiunta nel 1976.
- Freestyle: sport dimostrativo con tre discipline nel 1988. La gara di gobbe divenne olimpica nel 1992, mentre balletto e salti rimasero eventi dimostrativi. I salti divennero ufficiali nel 1994. Nel 2010 debutta lo ski cross e nel 2018 l'half pipe. Tutte le gare si svolgono per uomini e donne.
- Hockey su ghiaccio: prima apparizione ai Giochi olimpici estivi del 1920, si è disputato in tutte le edizioni dei Giochi invernali. Il torneo femminile è stato introdotto nel 1998, anno in cui il CIO aprì le porte ai professionisti, specie della NHL.
- Slittino: inserito nel programma nel 1964 con le gare del singolo maschile e femminile e del doppio; quest'ultima specialità è aperta sia a uomini che alle donne, ma ai Giochi hanno finora partecipato solo equipaggi composti da uomini. Dal 2014 anche la gara a squadre (una combinazione delle tre gare citate) è entrata a far parte del programma olimpico.
- Combinata nordica: una combinazione di salto con gli sci e sci di fondo, è sport olimpico dal 1924. Fino al 1988, quando venne aggiunta una gara a squadre, esisteva solo la gara individuale. Un terzo evento, lo sprint, ha fatto il suo debutto nel 2002. Vi competono solo gli uomini.
- Short track: sport dimostrativo nel 1988, incluso nel programma ufficiale quattro anni dopo. Il programma è stato portato da 4 gare nel 1992 a 8 nel 2002. Le gare sono identiche per uomini e donne: 500 m, 1.000 m, 1.500 m, la staffetta (5.000 m uomini, 3.000 m donne, mista).
- Skeleton: incluso in entrambe le edizioni disputate a Sankt Moritz, luogo di nascita di questo sport. Non venne più disputato e venne reintrodotto nel 2002, con la gara individuale, sia maschile che femminile.
- Salto con gli sci: è sport olimpico dal 1924, con il trampolino piccolo. Una seconda gara, il trampolino grande, venne introdotta nel 1964, e la gara a squadre sul trampolino grande nel 1988. Dal 2014 è disputata anche una gara femminile.
- Snowboard: introdotto nel 1998, con lo slalom gigante e l'halfpipe (per entrambi i sessi). Lo slalom gigante venne rimpiazzato dallo slalom gigante parallelo nel 2002. Nel 2006 fu aggiunta la gara di cross.
- Pattinaggio di velocità: in programma dal 1924. Le gare femminili vennero incluse solo nel 1960. Dal 1994 si svolge indoor. Attualmente le gare sono: 500 m, 1.000 m, 1.500 m, 3.000 m (solo donne), 5.000 m, 10.000 m (solo uomini), dal 2006 l'inseguimento a squadre sui 3200 metri, e dal 2018 eventi di gruppo (mass start).
- Sci alpinismo: debutterà nel 2026, con le gare sprint maschile e femminile e una staffetta mista.

### Sport tolti dal programma olimpico
- Pattuglia militare, un precursore del biathlon, fu sport valevole per le medaglie nel 1924. Fu anche sport dimostrativo nel 1928, 1936 e 1948. Nel 1960 il biathlon divenne uno sport ufficiale.

### Sport dimostrativi
- Bandy, uno sport brevemente descritto come "Hockey su ghiaccio con la palla", molto popolare nei paesi nordici, dimostrato nel 1952.
- Stock sport, tradizionali bocce bavaresi sul ghiaccio, dimostrato nel 1936 e nel 1964.
- Skijöring, sci dietro ai cavalli, fu sport dimostrativo a Sankt Moritz 1928.
- Corsa con i cani da slitta, gare mostrate a Lake Placid 1932 e a Oslo nel 1952.
- Sci di velocità (o chilometro lanciato), dimostrato nel 1992.
- Pentathlon invernale, una variante del Pentathlon moderno, venne incluso come sport dimostrativo nel 1948.